# Đảng Tân Đại Việt
Đảng Tân Đại Việt là một đảng phái chính trị tách rời từ Đại Việt Quốc dân đảng vào năm 1964. Cũng như Đại Việt Quốc dân Đảng, đảng này cũng lấy Chủ nghĩa dân tộc sinh tồn làm nền tảng lý thuyết.

## Lịch sử

### Bước ra tham chính
Sau khi Tổng thống Diệm bị lật đổ bởi cuộc đảo chính năm 1963, các đảng phái chính trị đối lập, trong đó có Đại Việt Quốc dân đảng, hoạt động trở lại. Tuy nhiên, giữa các lãnh đạo của Đại Việt đã có sự phân hóa trầm trọng. Trung ương đảng sau năm 1964 không nhóm họp nữa vì những chia rẽ nội bộ.
Nguyên do chính là khác biệt căn bản về đường lối đấu tranh. Nguyễn Ngọc Huy chủ trương bỏ phương thức cách mạng quân sự mà theo hẳn phương pháp ôn hòa qua lá phiếu.
Ngày 14 tháng 11 năm 1964, một nhóm các đảng viên Đại Việt, chủ yếu là các đảng viên trẻ ở vùng Lục tỉnh, tập hợp và lập ra một chính đảng mới lấy tên là Đảng Tân Đại Việt, với cờ hiệu giống Đại Việt Quốc dân đảng, nhưng chen một dải màu vàng vào giữa nền đỏ. Tuy Giáo sư Nguyễn Ngọc Huy chính là lãnh tụ, nhưng giữ chức Tổng thư ký và để ông Phan Thông Thảo làm Chủ tịch đầu tiên. Giáo sư Huy cũng là một người trong phái đoàn Việt Nam Cộng hòa ở Hòa đàm Paris. Tân Đại Việt còn lập ra tổ chức ngoại vi Phong trào Quốc gia Cấp tiến để thu hút các thành phần không phải đảng viên nhưng hợp tác được với nhau.
Bên cạnh Tân Đại Việt, một nhóm các đảng viên Đại Việt khác, thành phần nòng cốt khu vực Quảng Trị và Thừa Thiên cũng tập hợp lại, đến ngày 25 tháng 12 năm 1965 ra tuyên cáo thành lập chính đảng với tên mới Đảng Đại Việt Cách mạng. Cờ hiệu của Đại Việt Cách mạng cũng thay đổi, giữ sao trắng trong vòng tròn xanh nhưng nửa trên của cờ màu đỏ, nửa dưới màu vàng. Ông Hà Thúc Ký là Chủ tịch kiêm Tổng Bí thư của đảng, Trần Việt Sơn làm Phó tổng bí thư.
Bên cạnh hai nhóm này, còn có một số nhóm đảng viên vẫn giữ lại danh xưng Đại Việt Quốc dân đảng, nhưng hoạt động độc lập và không có sự liên kết với nhau. Mãi đến năm 1972, các đảng viên Đại Việt còn lại mới tổ chức đại hội hợp nhất, do Giáo sư Phạm Đăng Cảnh làm Chưởng nhiệm.
Tuy vậy, xét về tổng quan, Đại Việt (bao gồm cả Tân Đại Việt, Đại Việt Cách mạng và Đại Việt Quốc dân đảng) là một đảng phái chính trị lớn ở miền Nam bấy giờ. Một số đảng viên tên tuổi tham chính trong chính phủ Việt Nam Cộng hòa như: 
1. Bác sĩ Nguyễn Tôn Hoàn: Phó Thủ tướng
2. Hà Thúc Ký: Tổng trưởng Nội vụ
3. Bác sĩ Phan Huy Quát: Thủ tướng
4. Đại tướng Trần Thiện Khiêm: Thủ tướng Chính phủ
5. Lê Quang Lưỡng (Dù)
6. Chung Tấn Cang (Hải Quân)
7. Đỗ Kiến Nhiễu (Đô Trưởng)

Trong cuộc tuyển cử Thượng viện Quốc hội Việt Nam Cộng hòa năm 1967, liên danh của Đại Việt là một trong 6 liên danh chấp chính. Số đảng viên vào cuối thập niên 1960 là khoảng 20.000 người.
Tập san Đuốc Việt và báo Tự quyết làm cơ quan ngôn luận và liên lạc của Đảng. Đảng cũng nắm giữ hai tờ báo Saigon Post (Anh ngữ) và Chính luận, là một trong những tờ nhật báo lớn nhất miền Nam.

### Tái tổ chức ở hải ngoại
Sau sự kiện 30 tháng 4 năm 1975, đại bộ phận của Đại Việt thoát ra nước ngoài. Bắt đầu từ năm 1981, Giáo sư Nguyễn Ngọc Huy, với các đảng viên Tân Đại Việt làm nòng cốt, lập ra Liên minh Dân chủ Việt Nam, vận động kết hợp mọi đảng viên Đại Việt cũ nay lưu vong ở Bắc Mỹ, Úc và Châu Âu trở lại sinh hoạt Đảng. Tân Đại Việt không hoạt động công khai, phần lớn các đảng viên hoạt động với tư cách đoàn viên LMDCVN. Ngày 28 tháng 5 năm 1988, Nguyễn Ngọc Huy và cựu Đại sứ Bùi Diễm tổ chức cuộc họp với các lãnh đạo của ba hệ phái Đại Việt tại San José, California, đề nghị thống nhất Đại Việt Quốc dân Đảng, nhưng không thành. Ngày 28 tháng 7 năm 1990, Giáo sư Nguyễn Ngọc Huy qua đời tại Paris và ý định thống nhất 3 đảng Đại Việt cũng tan thành mây khói.
Sau khi giáo sư Huy qua đời, một lãnh đạo tạm thời của Tân Đại Việt là Cao Minh Châu tạm thời nắm quyền chỉ đạo ở hải ngoại. Đầu năm 1992, ông Châu ra thông báo cử giáo sư Nguyễn Đình Huy, bấy giờ mới được phóng thích ở Việt Nam, làm Đảng trưởng kiêm phụ trách phát triển phong trào trong nước. Ngày 16 tháng 7 năm 1992, ông Nguyễn Đình Huy đã cho thành lập tổ chức "Phong trào thống nhất dân tộc và xây dựng dân chủ", nhằm mục đích hình thành tổ chức chính trị chuẩn bị cho việc "đa nguyên đa đảng" tại Việt Nam. Tuy nhiên, chỉ hơn 1 năm sau thì tổ chức này bị nhà nước Việt Nam giải thể với lý do "Hoạt động nhằm lật đổ chánh quyền nhân dân".
Tân Đại Việt vẫn tiếp tục không hoạt động công khai, ông Trương Vỹ Trí, cựu dân biểu VNCH, là Chủ Tịch. Mãi đến năm 2002, tổ chức hải ngoại của Tân Đại Việt mới nhóm họp trở lại với ông Ung Ngọc Nghĩa (Hoài Sơn) làm Chủ tịch qua 2 nhiệm kỳ. Năm 2007, ông Nguyễn Ngọc Sẳng kế nhiệm và đến năm 2009, Bác sĩ Mã Xái, cựu dân biểu VNCH, được bầu làm Chủ tịch Đảng, cùng với Đệ I Phó Chủ tịch ông Lê Minh Nguyên, Đệ II Phó Chủ tịch ông Hồ Trung, và Tổng thư ký ông Huỳnh Công Luận.
Cuối tháng 9/2013, Tân Đại Việt tổ chức Đại hội Thế giới kỳ 7 tại Nam California và bầu cử thành phần lãnh đạo nhiệm kỳ 2013-2017. Bác sĩ Mã Xái tái đắc cử chức Chủ tịch. Đệ I Phó Chủ tịch ông Lê Minh Nguyên, Đệ II Phó Chủ tịch Kỹ sư Phạm Đức Duy, Tổng thư ký ông Dương Tấn Hải là thành phần lãnh đạo Ban Chấp hành Trung ương đảng Tân Đại Việt. Tân Đại Việt tu chính Hiến chương và Đảng quy, bắt đầu công khai hoạt động tại hải ngoại, và là một trong những tổ chức chính trị năng động của người Việt quốc gia. 
Giữa tháng 11/2017, đảng Tân Đại Việt tổ chức Đại hội Thế giới kỳ 8 tại Nam California và bầu cử thành phần lãnh đạo nhiệm kỳ 2017-2021. Bác sĩ Mã Xái không tái ứng cử. Thành phần lãnh đạo Ban Chấp hành Trung ương đảng Tân Đại Việt nhiệm kỳ mới gồm Chủ tịch ông Lê Minh Nguyên, Đệ I Phó Chủ tịch Kỹ sư Phạm Đức Duy, Đệ II Phó Chủ tịch ông Hoàng Đình Khuê và Tổng thư ký ông Dương Tấn Hải.

## Đảng viên nổi bật
- Nguyễn Ngọc Huy: sáng lập đảng và là chủ tịch đảng đầu tiên
- Lê Minh Nguyên
- Dương Tấn Hải
- Phạm Đức Duy
- Hoàng Đình Khuê
- Phan Thông Thảo